# Pavone del Mella
Pavone del Mella je zemědělské a průmyslové sídlo v severní Itálii v kraji Lombardie v provincii Brescia. Nachází se nalevo od řeky Mella v nadmořské výšce od 39 do 50 metrů. Leží 29 km od Brescie a je posledním sídlem na řece Mella před jejím ústím do řeky Oglio. Území je rovinaté s několika nevýraznými kopci, které se svažují západním směrem k řece. Levý břeh řeky tvoří hranici s městem. Má celkovou rozlohu 11,6 km². 

## Dějiny
Přítomnost obyvatel v neolitu je nepochybná. Opracované kamenné artefakty byly nalezeny v letech 1940 a 1985. Meč nalezený v roce 1984 v řečišti řeky Mella, pochází z doby bronzové. Dva kilometry od Pavone byla nalezena keltská helmice. Území se stalo součástí římské centurie, tedy zemí rozdělených Římem mezi legionáře. Nalezené mince pochází z doby Augustovy a Konstantinovy. Pavone poprvé vstupuje do dokumentů v záznamech kláštera v blízkém Leno v roce 981.
V roce 1400 je zaznamenán počet 1566 obyvatel, který do konce 19. století se příliš nemění. Základ obživy tvořilo obdělávání drobných polností, hlavní produkcí byla pšenice a ječmen, rozšířeno pěstování lnu. Na rozšířený zbrojní průmysl v oblasti navázalo zpracování sanytru a na znamení obchodního rozvoje byla hlášena přítomnost Žida. Z písku a štěrků těžených z náplav řeky Mella pochází značná část výstavby Brescie stejně jako příslušné silnice. Do konce zániku Benátské republiky v roce 1797 patřila oblast do správy Serenissimy. Poté se Pavone stává součástí okresu Mella. Pěstování moruší přineslo v 19. století prosperitu, ukončenou na začátku 20. století chorobami bource morušového.  
Na konci 19. století dochází k nesmělému rozvoji řemeslných činností, vnikají provozovny na výrobu cukrovinek a první pokusy s výrobou hraček a panenek, z nichž se později vyvinou úspěšné společnosti.

## Ekonomika
Od 50. let 20. století začíná výrazný rozvoj řemeslných činností. V roce 1950 byl slavnostně otevřen první sklad firmy Migliorati Bambole, následovaly další až do vytvoření rozsáhlého komplexu, ve kterém našlo práci přes 400 pracovníků. V roce 1982 bylo registrováno 64 podniků s 648 zaměstnanci. V roce 1995 se v registru městské daně z průmyslu objevuje 220 společností. Skladba oborů je velice pestrá. Velkovýroba vánočních cukrovinek (Bulgari), tlakové lití, lakování nábytku, výroba koupelnových souprav, cínových předmětů, krmiva pro psy a kočky, rámů na jízdní kola, licích forem …. Na tradici zbrojní výroby v údolí řeky Mella navazuje společnost Stilcrin, jejímiž produkty jsou soupravy na čištění a uložení ručních palných zbraní, cvičné náboje, ale i praky a lapače broků. Výroba panenek započatá v 19. století pokračuje činností firmy Migliorati Bambole. 